# 清水郁子
清水 郁子（しみず いくこ、1892年10月2日 - 1964年6月24日）は、教育学者、教育者、教育評論家・女性問題評論家。崇貞学園経営者、桜美林学園創立者、桜美林学園初代学園長。旧姓小泉郁子。

## 略歴
- 1892年10月2日 - 島根県八束郡西津田村（現松江市西津田）に父小泉有本と母キンの第六子、 四女として生まれる。本名小泉イク
- 1895年 - 菅浦の漁民の家に里子となる
- 1899年 - 学齢期を迎え、実家に戻り、尋常小学校に入学
- 1903年
  - 4月 - 松江師範付属高等小学校入学
  - 9月 - 松江市立高等小学校に転校
- 1904年頃 - 聖公会松江基督教会日曜学校に通い始める
- 1910年3月 - 島根県立松江高等女学校卒業
- 1911年
  - 3月 - 島根県立松江高等女学校補習科修了
  - 4月 - 東京女子高等師範学校第二部（地理・歴史科）に入学
- 1912年頃 - 学内の文化活動により青鞜社の運動を知り支持者となる
- 1915年
  - 1月 - 日本基督教会富士見町教会にて植村正久牧師より洗礼を受ける
  - 3月 - 東京女子高等師範学校文科第二部を首席で卒業
- 1916年1月 - 長崎県立高等女学校教諭（国語科）
- 1918年4月 - 兵庫県明石女子師範学校教諭（地理・歴史科）
- 1920年10月 - 第二回婦人会関西聯合大会に参加
- 1922年
  - 4月 - 東京女子高等師範学校研究科入学、東京帝国大学文学部聴講生
  - 6月 - 山室軍平の説教を聞き感銘し、救世軍の活動に参加
  - 10月 - 留学を志して渡米、救世軍士官学校に在籍後、救世軍の活動に参加
- 1924年2月 - オーバリン大学神学部に入学、同大学で後に結婚した清水安三と出会う
- 1927年
  - 5月 - オーバリン大学神学部（宗教教育学専攻）を首席で卒業、神学士（B.D.）の学位取得
  - 9月 - ミシガン大学大学院（教育学専攻）入学
- 1928年
  - 6月 - ミシガン大学大学院（教育学専攻）修士課程修了、修士号（M,A,）取得
  - 9月 - ミシガン大学大学院博士課程に進学
- 1930年
  - 4月 - 博士論文の資料収集のため帰国
  - 10月 - 新教育協会（会長野口援太郎）設立に参加、理事、幹事を歴任
- 1931年
  - 1月 - 東京帝国大学文学部教育学科「教育学談話会」において、「男女共学について」と題して報告
  - 4月 - 青山学院女子専門部教授（倫理学、国民道徳）
  - 4月 - 実践女子専門学校講師（教育学）
  - 8月 - 「第一回　全国中等学校女教員会」に参加
  - 10月 - 『男女共学論』を上梓
- 1932年4月 - 「男女共学問題研究会」を組織し、同会を運営
- 1933年
  - 4月 - 『東京日日新聞』の身の上相談（「アスク・アス」）の回答者となる
  - 5月 - 『明日の女性教育』上梓
- 1934年8月 - 第三回汎太平洋婦人会議（８月9日―22日）に正式代表として参加
- 1935年
  - 3月 - 外務省文化事業部の支援を得て、朝鮮、中国視察・講演旅行に出発（旅行期間3月31日―5月18日）
  - 4月29日 - 清水安三の案内で崇貞女学校を訪問
  - 5月 - 『女性は動く』を上梓
  - 7月1日 - 日本組合教会牧師、崇貞女学校長清水安三と天津の教会で結婚式を挙げる。中国に渡り、崇貞学園の経営に参画
  - 8月 - 「汎太平洋新教育会議」にて、「崇貞学園の労作教育」を報告
  - 12月 - 殷汝耕夫人殷民慧を訪問、懇談
- 1936年1月3日清水安三と共に胡適を訪問
- 1937年
  - 1月3日 - 日本人数人と胡適を訪問
  - 3月23日 - 蒋介石夫人宋美齢と南京にて会見
  - 4月 - 崇貞学園教務主任
- 1938年
  - 5月 - 北京中日婦女親和会設立に参与、理事に就任
  - 10月	 - 北京基督教婦人矯風会設立に参画、会長に就任
- 1939年
  - 1月 - 北京天橋愛隣館開設に伴い、「現地委員会」委員長に就任（清水安三は館長）
  - 4月 - 崇貞学園日本女子中学校を設立、校長に就任
  - 4月 - 崇貞学園高等女学校設立に伴い、校長に就任
- 1945年
  - 1月 - 北京国防婦人会幹事（8月まで）
  - 11月8日 - 北京市により崇貞学園接収、翌日、学園内の自宅接収
- 1946年
  - 2月 - 蔣介石に崇貞学園の存続の嘆願書を提出
  - 3月15日 - 天津よりLST（米軍上陸用船艇）に乗船、清水安三とともに帰国
  - 3月22日 - 東京に到着
- 1946年5月 - 清水安三と共に桜美林学園及び高等女学校を設立し、学園長並びに高等女学校長に就任
- 1947年4月 - 桜美林中学校（共学制）の設立に伴い、校長に就任
- 1948年4月 - 桜美林高等学校（共学制）設立に伴い、校長に就任
- 1950年4月 - 桜美林短期大学（英語英文科）設立に伴い、同大学教授（教育学、英語担当）に就任
- 1952年1月 - 募金活動のため渡米（清水安三は51年3月出発）
- 1954年4月 - 桜美林短期大学家政科の増設に伴い、同大学教授に就任
- 1964年
  - 6月24日 - 脳溢血により死去
  - 7月5日 - 桜美林学園葬執行
  - 7月27日 - 正六位勲五等瑞褒章受賞
- 2016年 - お茶の水女子大学に学内賞「小泉郁子賞」が設置される

## 来歴
1892年10月、島根県松江市に生まれる。1895年、弟の誕生後、菅浦の漁民の家の里子となり、幼少期を過ごすが、学齢期を迎えて実家にもどり、尋常小学校に入学した。
小学生時に教会へ通いキリスト教と出会った。地元の中学校卒業後は上京し東京女子高等師範学校（現・お茶の水女子大学）へ進学、1915年の卒業間近にキリスト教の洗礼を受ける。
東京女子高等師範学校在学中に平塚らいてう他の「青鞜社」の運動に啓発され、女性問題、男子との社会的平等思想に関心を持つようになる。男子との平等を獲得するには、男子並みの知性が不可欠と自覚し、勉学に励み同師範学校を首席で卒業した。
学生時代、新しい女性の在り方に共鳴したが、その後運動に参加することはなかった。婦人運動に強く関心を抱き行動するようになるのは明石師範学校教員時代である。1920年に開催された第二回婦人会関西連合大会に参加し、会場で数回発言している。また、一般誌への投稿や同窓会誌を通じて、婦人問題や女子教育についての論説を発表している。女性問題についての講演活動も行っている。教員としての女子学生や卒業生の指導や地域での活動に飽き足らず、積極的に女性問題の解決のための勉学を志した。女学校、女子師範学校で教鞭を執った後、母校東京女子高等師範学校の研究科に在籍して「女性心理研究」を研究テーマに研究に取り組んだ。一方、東京帝国大学文学部（当時）の聴講生となって、「社会学」、「心理学」などの科目を受講していたが、男子学生と同様の学習環境が得られないことに不満を抱いていた。
女子高等師範学校研究科に在学中、郷里の知人岡崎喜一郎（救世軍士官）の案内により、日本救世軍士官だった山室軍平の説教を聞いたことでその思想に深く感銘を受けた。さらに救世軍の施設も見学した。その時の体験によって、女性問題の根本的解決は、知性ではなく、聖書に示されている愛の行為であるとの確信をえた。山室軍平の支援で、「キリスト教の研究」をテーマにアメリカに留学した。現地で救世軍士官学校を卒業、カルフォルニア地域での伝道活動に加わった。その後、オーバリン大学神学部に進学し、1927年同大学にて神学学士号を取得し、首席で卒業した。その間、オーバリン大学に1924年から26年に留学していた清水安三と出会う。
アメリカでの滞在期間は、足掛け8年間に及んだ。1928年、ミシガン大学大学院にて修士号を取得後、博士課程に進学、博士論文の資料収集のために1930年日本に帰国、翌年青山学院女子専門部（当時）教授となった。
帰国した1930年から結婚する1935年の5年間、共学論、女性問題についての言説を雑誌やラジオ放送、新聞紙上などを通じて発表した。男女協調社会の実現を目標とした性差に寄らない個性尊重の教育の平等、女性の自立や男性と同等の政治的権利などを主張し、教育評論家、女性問題評論家として活躍した。
東京女子高等師範学校同窓会である櫻蔭会を通じて「全国女子中等教員会」の運営や「女子師範大学運動」などに参画し、活動した。また、「新教育協会」に加入して、当時の新教育の実践・研究家と交流をもった。「男女共学問題研究会」を立ち上げ、中心的存在として活動した。
1934年ハワイで開かれた第三回汎太平洋婦人会議に櫻蔭会の推薦を受け正式代表として出席した。会議中次期代表を決める選挙が行われたが、日本のガントレット恒が就任することに中国代表は強く反対し、郁子は中国人の厳しい排日感情を知った。そのことが一因となって、日本と中国との架け橋になりたいと安三との結婚を決意し、中国に渡った。
結婚した郁子（小泉から清水と改姓）は、約十年間北京に在住して、渡航の目的であった「日中親善」に関して以下の三方面を中心に活動した。第一に、当時安三が経営していた崇貞学園の経営に参画し、中国人子女の教育向上を目指し、崇貞学園の校舎建築、カリキュラムの改革、共学の実施、日本への国費留学生派遣、体育教育の改善、日本人部中学校開設による国際理解教育の実践、高等女学校設立など連れ合いの安三との協力のもと実施した。教師の経験を活かし自らも教鞭を執った。第二に、婦人会の組織化とその活動を通じて女性の平和活動を推進させた。両国の婦人同士の交流親善を目的とした「中日婦女親睦会」の結成に参画し、理事として運営にかかわった。また、日本基督教聯盟時局奉仕部婦人委員会が設立したセツルメント天橋愛隣館の活動の支援を目的とした「北京基督教婦人矯風会」を立ち上げ、自ら会長となった。天橋愛隣館の設立に伴い、「現地委員会」の委員長に就任して、安三とともに同館の運営に寄与した。第三に、殷汝耕夫人殷民慧、胡適、蔣介石夫人宋美齢などとの会見を通じて、民間外交を行った。1937年には婦人公論と聯合婦人会との依頼で、宋美齢を訪問し、両国の女性同士の協力による平和の実現について意見を交わした。
敗戦を迎えたが、北京にとどまり経営の継続を望んだ。しかし、1945年11月崇貞学園は接収され、その後の学園継続の努力も効を奏さず、日本へ強制帰国となる。
帰国後の1946年、郁子と安三は崇貞学園のような学校を日本で作りたいと思っていた最中、知り合いだった賀川豊彦に町田の造兵工場跡を紹介され桜美林学園を創立、高等女学校を設置、郁子が初代の学園長及び同高等女学校長となった。その後、その思想に基づき男女共学の中等教育機関を次々に設置し、自ら初代高等学校長、初代中学校長に就任した。なお、1946年から47年頃、GHQの部局であるCIE（民間情報教育局）のスタッフより教育顧問にとの招聘を打診されたが、桜美林学園の運営のために固辞した。自ら教鞭を執ることもあったが、主として学園の教務関係の経営面を担っていた。
四年制大学設置の準備を中心となって進めていた最中、脳溢血で倒れ、安三に見守られながら、1964年6月24日死去した。享年71歳。
郁子の母校であるお茶の水女子大学は2016年、「彼女の遺志が若い世代に受け継がれることを願い、人文社会科学の諸分野において顕著な業績を挙げた女性を顕彰する事」を目的として、学内表彰の1つに小泉郁子賞を創設した。

## 業績
郁子は、明石師範学校時代に「エレン・ケイの思想より」という題目の文章を『心の玉』（同窓会誌）に寄稿している。その中で、教育制度は「男女共学」が良いと述べているところから、日本の男尊女卑社会を克服し、男女平等の文化形成のためには、中等教育機関での共学体験が望ましいとすでにその当時考えていたと推測される。男女共学、黒人の入学などにおいてアメリカの中で先駆的な大学であるオーバリン大学で学生生活を送った経験が、郁子に性別によらない教育の平等、個性に基づいた教育という、男女共学制度の具体的なイメージを与えたと推測される。さらに、当時社会的機能として教育を捉える教育科学のカリキュラムを積極的に推進していたミシガン大学大学院においての学びが、郁子の男女共学論の具体的な理論構築の基礎となっている。社会化と個性化が郁子の共学論の基底にある。共学論の目的を男女が協力して文化的で民主的な社会を築くことにあるとした。郁子は、そのような文化形成のためには、性差によらず、個性に基づいた個々の教育要求の機会均等の共学論を主張している。自己の共学論の立場に立って、戦前の男女別学の教育体制、特に女子公民科、師範大学設置問題に対して批判を展開した。
教育学者として1931年、日本で最初に本格的な男女共学論を唱え、それを基に自ら『男女共学論』を著して女性の権利向上を広く社会に訴える等していたと言われており、学問としての男女共学論の創始者とされる。当時、アメリカでは既に男女共学が広がり始めていたが、日本国内では女子教育の充実が注目されており、郁子のように男女共学論を唱える者は極めて少なかったと言われる。同著において、当時のアメリカの教育科学の手法である実証的、数量的な方法を導入して論理を展開しており、教育科学の導入者としても注目される。
戦後、郁子の『男女共学論』がGHQの部局であるCIE（民間情報教育局）の委員に注目され、1947年制定の「教育基本法」の男女共学の条文の制定に、影響を与えたとの見解がある。

## 著書
- 『男女共学論』拓人社、1931年
- 『明日の女性教育』南光社、1933年
- 『女性は動く』南光社、1935年
- 『小泉郁子教育論集　第1巻　ジェンダーフリー教育』桜美林大学出版会、発売・論創社、2023年3月
- 『小泉郁子教育論集　第2巻　女性解放と教育』桜美林大学出版会 発売・論創社、2023年9月
- 『小泉郁子教育論集　第3巻　女性は動く』桜美林大学出版会 発売・論創社、2024年3月
- 『小泉郁子教育論集　第4巻　戦時下北京からの発信　Ⅰ』桜美林大学出版会 発売・論創社、2024年11月
- 『小泉郁子教育論集　第5巻　戦時下北京からの発信　Ⅱ』桜美林大学出版会 発売・論創社、2025年3月